# Club d'aviron Pontejos
Maillots
Le Club d'Aviron Pontejos est un club sportif de Pontejos, en Cantabrie qui a disputé des régates dans toutes les catégories et disciplines de banc fixe, en batels, trainerillas et trainières.

## Histoire
Le Club d'Aviron Pontejos est fondé le 18 avril 1964 grâce à la contribution de Julio Ruiz García, José Luís Valdueza Maza, Agustín Ruiz García et Pedro Ruiz García, et après avoir concouru en batel et trainerillas depuis les années soixante-dix, il a continué son activité jusqu'en 1972, prenant part au championnat d'Espagne, dans la discipline du 4+.
Après vingt ans d'inactivité, l'été 1989 et grâce à José Luís Valdueza Maza a été mis en marche l'organisme. Grâce à ce travail, en 1993 on est parvenu à former un équipage supérieur qui a concouru ensuite en batels et dans les trainerillas, pour mettre se mettre à ramer en trainière dans la Vierge du port du Club d'Aviron de Santoña.
L'année suivante, ces seniors sont retournés à Pontejos et sont parvenus à débuter dans les trainières durant l'année 1994. L'année 1997, a été une année triste pour l'organisation à cause du décès, au mois de février, du président, José Luis Valdueza Maza. Pour cette raison la trainière portera son nom et après la régate on créé un mémorial au meilleur bateau cantabre. À partir de l'année 1994 il participera sans interruption jusqu'à la saison 2007, dans la Ligue ARC. Durant l'année 2008, le club a annoncé à la ligue ARC, qu'en raison de problèmes économiques il n'allait pas prendre part à la ligue et sa disparition postérieure.
Durant l'année 2006, ils ont aussi gagné le Drapeau de Getaria, ils se classent quatrièmes dans le LIXe Championnat d'Espagne de trainières et ont disputé les classifications du Drapeau de La Concha. En 2007, ils disputent le Championnat d'Espagne de trainerillas et se classent quatrième ainsi qu'une médaille d'argent dans le championnat régional de batels bien qu'ils aient été neuvième dans le Championnat d'Espagne.

## Palmarès

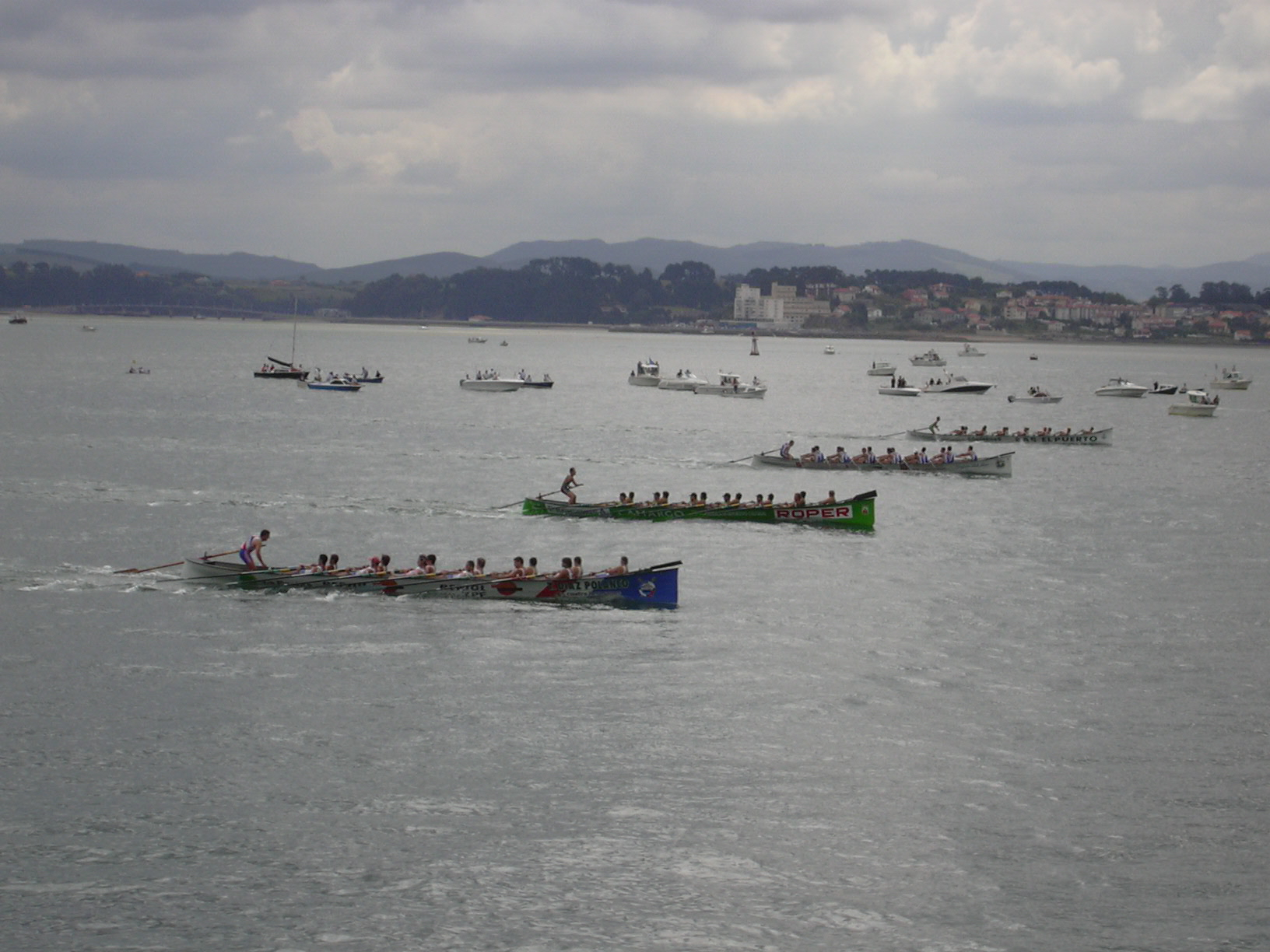
Championnat de Cantabrie de trainières 2006. Au premier plan la trainière de Pontejos.

- 2 Drapeau de Pontejos: 2004 et 2005.
- 2 Drapeau Memorial Jose Luis Valdueza: 2004 et 2005.
- 1 Drapeau de Santurtzi: 2005.
- 1 Drapeau de Getxo: 2005.
- 1 Drapeau Ria del Asón: 2005.
- 1 Drapeau de Santoña: 2005.
- 1 Drapeau Marina de Cudeyo: 2005.
- 1 Drapeau de Portugalete: 2005.
- 1 Drapeau de Algorta: 2005.
- 1 Drapeau de Getaria: 2006.